# Canthon angularis
Canthon angularis är en skalbaggsart som beskrevs av Edgar von Harold 1868. Canthon angularis ingår i släktet Canthon och familjen bladhorningar. Utöver nominatformen finns också underarten C. a. obenbergeri.